# Samary (Kóvel)
Samary (ucraniano: Сама́ри) es un municipio rural y pueblo de Ucrania perteneciente al raión de Kóvel de la óblast de Volinia.
En 2018 el municipio tenía una población de 5508 habitantes, de los que unos mil quinientos vivían en la capital municipal y el resto repartidos en dieciocho pedanías. El municipio fue fundado en 2016 mediante la fusión de los consejos rurales de Samary, Zalújiv, Mezhýsyt y Samary-Oríjovi. Además de estos cuatro pueblos, pertenecen al municipio otros quince: Borovuja, Holóvyshche, Zanyvske, Kozovata, Pidyazivni, Terébovychi, Yazavni, Zaprípiat, Pochapy, Jabáryshche, Shchytynska Volia, Brodiátyne, Zalysytsia, Bereznyký y Male Oríjove.
Se ubica unos 25 km al norte de Ratne, junto a la frontera con Bielorrusia, sobre la carretera T0304. Al norte del pueblo sale la carretera bielorrusa P127, que lleva a Kobryn.

## Historia
Se conoce la existencia de la localidad desde principios del siglo XVI, cuando era un pueblo de Derecho valaco en la tierra de Chełm del voivodato de Rutenia. Antes de la fundación del actual municipio en 2016, el pueblo era sede de un consejo rural en el raión de Ratne, que únicamente incluía como pedanías a Borovuja, Holóvyshche, Zanyvske, Kozovata, Pidyazivni, Terébovychi y Yazavni.